# Ржавый пояс
Эта статья об экономике США, о Ржавом поясе Китая см. Северо-Восточный Китай.

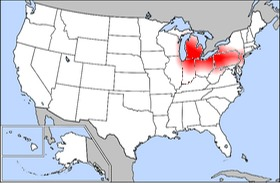
Ржавый пояс Америки

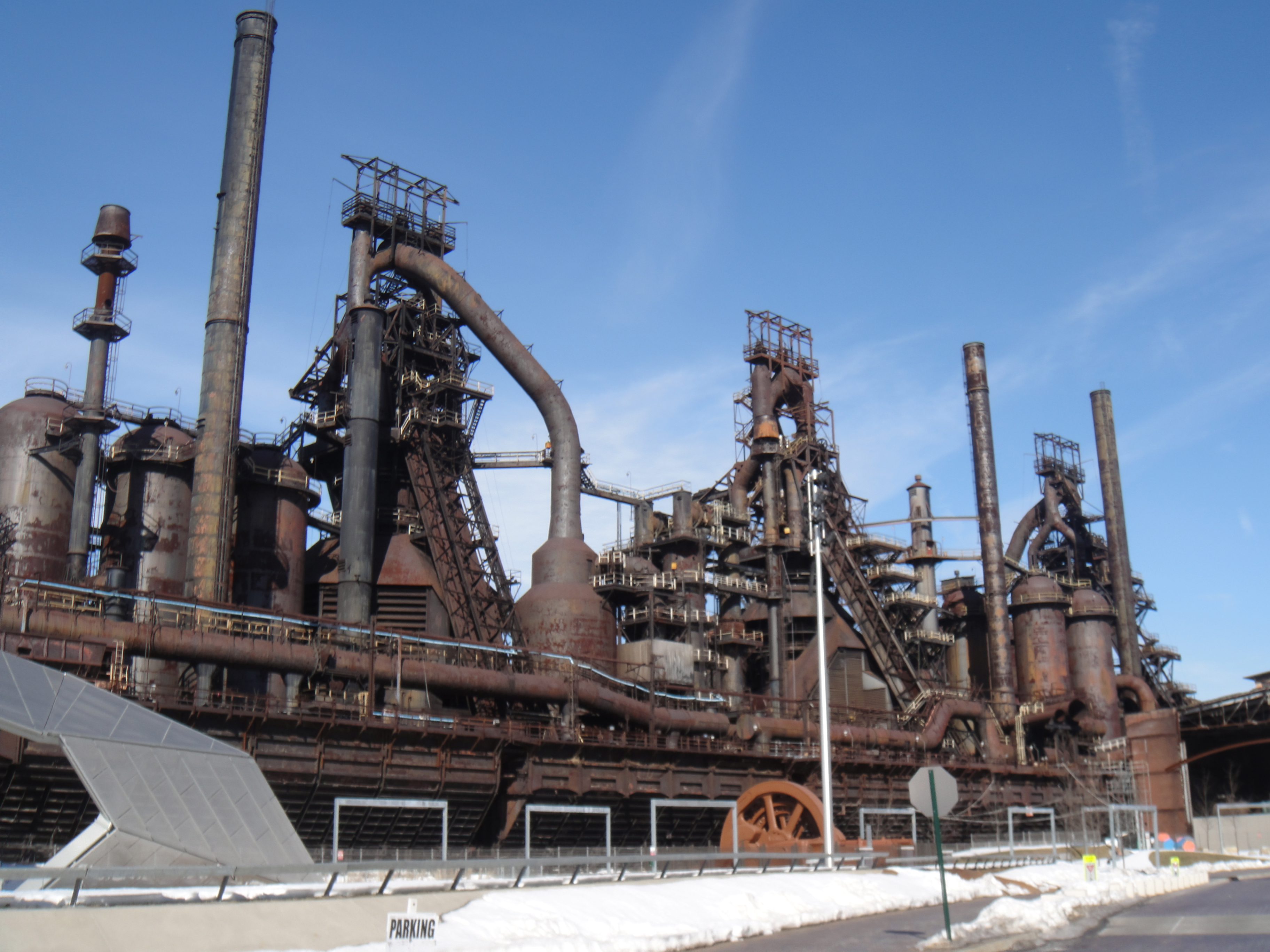
Закрытый металлургический завод компании Bethlehem Steel в городе Бетлехем (Пенсильвания)

Ржа́вый по́яс (англ. Rust Belt), известный также как Индустриальный или Фабричный пояс, — часть Среднего Запада и восточного побережья США, в которой с начала промышленной революции и до 1970-х годов были сосредоточены сталелитейное производство и другие отрасли американской тяжелой промышленности. Географически в этот пояс обычно включают центральную часть штата Нью-Йорк, регионы к западу от него в штатах Пенсильвания, Огайо, Индиана, Мичиган и Иллинойс до западного берега озера Мичиган. Иногда в него также включают Дулут и другие населённые пункты, в которых сосредоточена горнорудная промышленность штата Миннесота, и даже Южное Онтарио и Квебек в Канаде. Центром Ржавого пояса считают побережье озера Эри. На юге Ржавый пояс примыкает к угледобывающим регионам в горах Аппалачи.
После наступления постиндустриальной эпохи тяжёлая промышленность США пришла в упадок. Многие считают, что регион мог бы выиграть от перехода к производству современных топливных элементов и к другим высокотехнологичным производствам на основе нанотехнологий, биотехнологий, информационных технологий.
Сам термин Ржавый пояс отражает кризис региона, в особенности сталелитейной промышленности, в результате которого, начиная с 1970-х годов, сотни тысяч людей потеряли работу, прежде всего в городах Буффало, Рочестер, Сиракьюс, Питтсбург, Аллентаун, Эри, Кливленд, Толидо, Янгстаун, Детройт, Флинт, Лансинг, Гэри, Индианаполис, Саут-Бенд, Милуоки, Чикаго, Спрингфилд, Дулут. Тем не менее, даже после перепрофилирования фабрик и заводов Ржавый пояс остаётся одним из важнейших промышленных регионов США.

## Предыстория
В 20-м веке местная экономика в этих штатах специализировалась на крупномасштабном производстве готовых промышленных и потребительских товаров средней и тяжелой тяжести, а также на транспортировке и переработке сырья, необходимого для тяжелой промышленности. тот район назывался Производственным (англ. Manufacturing Belt), Фабричным (англ. Factory Belt) или Стальным поясом (англ. Steel Belt) в отличие от сельскохозяйственных штатов Среднего Запада, образующих так называемый Кукурузный пояс (англ. Corn Belt) и  штатов Великих равнин, которые часто называют "житницей Америки".
Расцвет промышленного производства в регионе был отчасти обусловлен близостью к водным путям Великих озер и обилием дорог с твердым покрытием, водных каналов и железных дорог. Стальной пояс появился после того, как транспортная инфраструктура соединила добываемую в Железном хребте Северной Миннесоты, Висконсина и Верхнего Мичигана железную руду с коксующимся углем, добываемым в Аппалачском бассейне в западных Пенсильвании и Вирджинии. Вскоре он превратился в Фабричный пояс с производственными городами, среди которых были: Чикаго, Буффало, Детройт, Милуоки, Цинциннати, Толидо, Кливленд, Сент-Луис. Луис, Янгстаун и Питтсбург, среди прочих. Этот регион на протяжении десятилетий притягивал иммигрантов из Австро-Венгрии, Польши и России, а также из Югославии, Италии и Леванта в некоторых районах, которые обеспечивали промышленные предприятия недорогой рабочей силой. Среди этих мигрантов также были афроамериканцы, которых привлекали более выгодные возможности трудоустройства в северных штатах США.

## История
Индустриальный пояс возник в начале промышленной революции как регион, в котором наличие ресурсов сочетается с доступностью водного транспорта, в то время наиболее важного для зарождающейся промышленности. Залежи угля разрабатывались в южной части штатов Западная Виргиния, Теннесси и Кентукки, а также в западной части Пенсильвании. Быстрый рост населения из-за массовой иммиграции из Европы в конце XIX века предоставил в распоряжение промышленников достаточные трудовые ресурсы. Грузы можно было транспортировать по каналам на восточное побережье США и в бассейн Великих озёр. Позже перевозки грузов были ускорены за счет железнодорожного транспорта, развитие которого в США также началось именно здесь. Уголь, железная руда и другое сырье перевозили в крупные города: Питтсбург, Гэри, Буффало, Кливленд, Янгстаун, в которых происходило бурное развитие сталелитейной промышленности. Дулут, Чикаго, Кливленд, Буффало, Детройт, Милуоки, Толидо возникли как транспортные узлы.

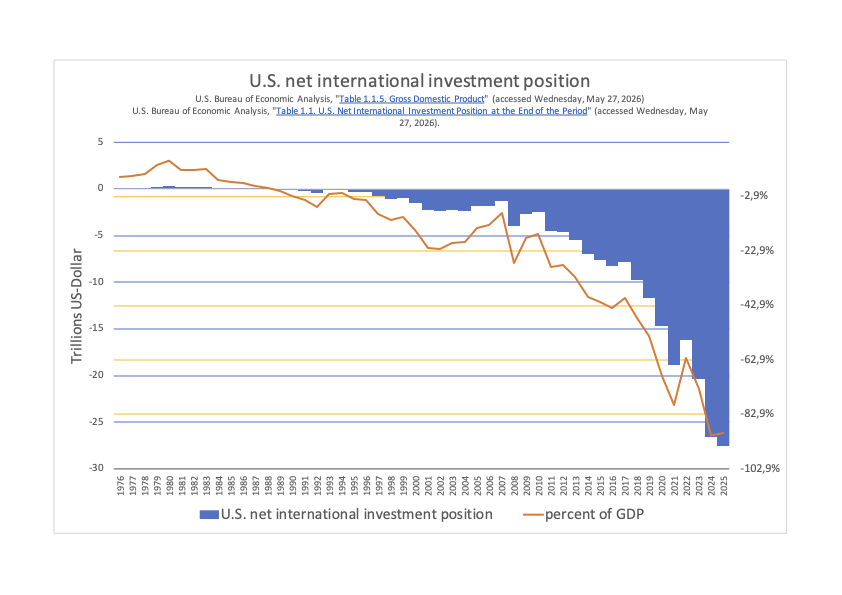
Увеличение дефицита торгового баланса в абсолютном выражении (синий цвет) и относительно валового внутреннего продукта (красная линия) привело к систематическому падению международной инвестиционной позиции США, начиная с 1970-х годов

Во время спада 1970-х — 1980-х годов в Ржавом поясе происходило сокращение производства стали, автомобилей и других отраслей тяжелой промышленности. В эпоху глобализации многие производства были выведены за границу. Антиглобалисты считают, что международные соглашения о свободной торговле повредили американской промышленности из-за острой конкуренции со стороны Китая и других развивающихся стран, где стоимость трудовых ресурсов существенно меньше, чем в Америке. Экономисты указывают, что в долгосрочной перспективе глобализация ведет к увеличению дефицита торгового баланса и является причиной серьёзных экономических проблем, в частности, роста внешнего долга и систематического падения международной инвестиционной позиции США. Некоторые экономисты считают, что США берут в долг значительные средства для финансирования закупок импортных товаров. Компания General Electric призывает американское правительство повысить занятость своего населения в собственной производственной базе до 20 %, поскольку США не могут далее рассчитывать лишь на свою финансовую мощь и потребительский спрос.
После кризиса 1970-х годов и сокращения производства в США рос преимущественно третичный сектор экономики. Из-за экспорта стали и других материалов образовался дефицит торгового баланса в отношениях Америки с Китаем, Японией, Тайванем и Южной Кореей. Одновременно с сокращением производства и освобождением трудовых ресурсов росли расходы государственного бюджета, обеспечивавшего пенсионное и иное обслуживание населения. Многие экономисты связывают трудности, переживаемые Америкой, с её дефицитом торгового баланса.
В результате роста пригородов и сокращения занятости городского населения обезлюдела центральная часть многих крупных городов, таких как Детройт, Флинт, Кливленд, Питтсбург, Эри, Дулут, Буффало,
Бингемтон, Рочестер, Акрон, Толидо, Сиракьюс. В них частично остались лишь деловые центры. Лучше защищены от негативных перемен оказались города Среднего Запада с развитой инфраструктурой.
Некоторые авторы связывают увольнения с профсоюзами. Однако статистические исследования показывают, что между влиянием профсоюзов и высокой конкурентоспособностью на международном рынке существует скорее положительная, чем отрицательная корреляция. В то время как на Западе США множество новых предприятий открывают иностранцы, в частности, крупные иностранные компании, такие как Samsung и Fujitsu, в Ржавом поясе их активность не отмечается. Уступает этот регион в росте производства и американскому Югу.